# Procambridgea monteithi
Procambridgea monteithi là một loài nhện trong họ Stiphidiidae.
Loài này thuộc chi Procambridgea. Procambridgea monteithi được V. T. Davies miêu tả năm 2001.